# Edgardo Ciancamerla
Edgardo Ciancamerla (Cornigliano, 17 marzo 1912 – Genova, 1986) è stato un calciatore italiano, di ruolo difensore.

## Carriera
Cresce in società del capoluogo ligure, alternandosi tra Dominante e Sampierdarenese, che di volta in volta assumono la denominazione Liguria; con la Sampierdarenese riesce a ottenere la promozione in Serie A. Dopo tre stagioni nel massimo campionato con i genovesi si trasferisce all'Atalanta, della quale diventa un perno irremovibile, disputandovi cinque stagioni, tre delle quali nel massimo campionato.
Chiamato alle armi nella stagione 1942-1943, chiude la carriera nel 1948 con la Sestrese.

## Presenze e reti nei club
| Stagione               | Squadra                | Campionato             | Campionato | Campionato | Coppe nazionali | Coppe nazionali | Coppe nazionali | Totale | Totale |
| Stagione               | Squadra                | Comp                   | Pres       | Reti       | Comp            | Pres            | Reti            | Pres   | Reti   |
| ---------------------- | ---------------------- | ---------------------- | ---------- | ---------- | --------------- | --------------- | --------------- | ------ | ------ |
| 1929-1930              | La Dominante           | B                      | 4          | 0          | -               | -               | -               | 4      | 0      |
| 1930-1931              | FBC Liguria            | B                      | 11         | 0          | -               | -               | -               | 11     | 0      |
| Totale Dominante       | Totale Dominante       | Totale Dominante       | 15         | 0          | -               | -               | -               | 15     | 0      |
| 1931-1932              | Sampierdarenese        | 1ª Div                 | 28         | 0          | -               | -               | -               | 28     | 0      |
| 1932-1933              | Sampierdarenese        | B                      | 15         | 0          | -               | -               | -               | 15     | 0      |
| 1933-1934              | Sampierdarenese        | B                      | 34         | 1          | -               | -               | -               | 34     | 1      |
| 1934-1935              | Sampierdarenese        | A                      | 17         | 0          | -               | -               | -               | 17     | 0      |
| 1935-1936              | Sampierdarenese        | A                      | 22         | 1          | CI              | 2               | 0               | 24     | 1      |
| 1936-1937              | Sampierdarenese        | A                      | 11         | 0          | CI              | 0               | 0               | 11     | 0      |
| Totale Sampierdarenese | Totale Sampierdarenese | Totale Sampierdarenese | 127        | 2          | -               | 2               | 0               | 129    | 2      |
| 1937-1938              | Atalanta               | A                      | 27         | 1          | CI              | 2               | 1               | 29     | 2      |
| 1938-1939              | Atalanta               | B                      | 33         | 1          | CI              | 2               | 0               | 35     | 1      |
| 1939-1940              | Atalanta               | B                      | 32         | 3          | CI              | 2               | 0               | 34     | 3      |
| 1940-1941              | Atalanta               | A                      | 28         | 3          | CI              | 2               | 2               | 30     | 5      |
| 1941-1942              | Atalanta               | A                      | 29         | 2          | CI              | 2               | 1               | 31     | 3      |
| 1942-1943              | Atalanta               | A                      | -          | -          | CI              | -               | -               | -      | -      |
| Totale Atalanta        | Totale Atalanta        | Totale Atalanta        | 149        | 10         | -               | 10              | 4               | 159    | 14     |
| 1943-1944              | Liguria                | DN                     | 10         | 2          | -               | -               | -               | 10     | 2      |
| 1945-1946              | Sestrese               | B                      | 13         | 1          | CI              | -               | -               | 13     | 1      |
| 1946-1947              | Sestrese               | B                      | 8          | 0          | -               | -               | -               | 8      | 0      |
| 1947-1948              | Sestrese               | C                      | -          | -          | -               | -               | -               | -      | -      |
| Totale Sestrese        | Totale Sestrese        | Totale Sestrese        | 21         | 1          | -               | -               | -               | 21     | 1      |
| Totale Campionato      | Totale Campionato      |                        | 295        | 14         | -               | 10              | 3               | 305    | 17     |

## Palmarès

### Club

#### Competizioni nazionali
- Serie B: 2

Sampierdarenese: 1933-1934
Atalanta: 1939-1940